# Famille O'Brien
Cette page explique l’histoire ou répertorie les différents membres de la famille O'Brien.
La famille O'Brien ou  Ua Briain est originaire d'Irlande. Le berceau ancestral de la famille O'Brien se situe dans le château royal, perché sur le rocher de Cashel, comté de Tipperary. Il fut résidence royale du IVe au XIIe siècle. La famille O'Brien  rassemble les descendants et descendantes du roi irlandais Brian Boru, qui vécut de 941 à 1014. Brian Boru eut pour titre celui de haut roi d'Irlande, « Ard rí Érenn » en irlandais. Ce titre fut très important pour certaines grandes familles, telles les Ui Neill, les Foganachta, et les Dal Cais (originaires de l'actuel comté de Clare).

## Histoire
La descendance du roi Brian Boru est connue sous le nom de « clan Ui Briain », dont découlent les noms Ó Briain, O'Brien, O'Brian, etc. Le « O » était originellement Ó, qui à son tour s'est transformé en Ua signifiant petit-fils ou descendant. L'orthographe a été anglicisée en utilisant une apostrophe O' en substitution de l'accent irlandais "´" (le síneadh fada).
Les armoiries des O'Brien d'Irlande sont représentées par les trois lions du bouclier de Brian Boru.
De ses quatre épouses successives, il eut six fils : Murrough (ou Murchad), Conor et Flann, de sa première épouse Mór, n'ont pas eu de postérité ; ses trois autres fils étaient Teigue (ou Tadhg), Donough et Donall ; Turlough le fils de Teigue prit la succession au trône du Munster et d'Ard rí Érenn.
Par la suite, les O'Brien ont gouverné le royaume de Munster jusqu'au XIIe siècle, quand leur territoire fut partagé ; ils ont ensuite conservé le royaume de Thomond pendant cinq siècles, jusqu'en 1543.
Durant le règne des O'Brien, la succession se faisait selon la loi de la tanistrie, plutôt que la loi plus usuelle de primogéniture. Elle est considérée comme étant une monarchie élective car le successeur est le candidat mâle le  plus compétent, désigné parmi la parenté royale, et la couronne n'échoit pas automatiquement à l'ainé ; cela fut l'origine de nombreuses querelles au sein de la famille. Après 1543, la règle de primogéniture s'est appliquée à la succession au titre de comte de Thomond.
Le dernier souverain en fut Murrough O'Brien (mort en 1551), qui abdiqua au profit de la dynastie des Tudor qui gouverna le royaume d'Irlande ; celle-ci lui accorda les titres de comte de Thomond (earl of Thomond), de baron d'Inchiquin et de pair d'Irlande.
La Glorieuse Révolution qui agita l'Angleterre et l'Irlande eut des répercussions sur la famille O'Brien. Charles O'Brien, vicomte de Clare et partisan catholique du roi Jacques II, émigra en France après la défaite du mouvement jacobite. À la suite du traité de Limerick, il mit son régiment au service de Louis XIV, qui avait soutenu Jacques II. Son fils Charles O'Brien de Thomond s'illustra également à la tête de ce régiment, et fut fait maréchal de France pour ses quarante années de service de guerre. Les O’Brien sont les familles d’origines d’Irlande.